# Qairat Bäikenov
Qairat Bäikenov (in kazako Қайрат Бәйкенов?; 23 settembre 1965) è un ex giocatore di calcio a 5 kazako.

## Carriera
Bäikenov è stato convocato dalla nazionale maschile di calcio a 5 del Kazakistan al FIFA Futsal World Championship 2000 in cui la selezione centrasiatica si è fermata al primo turno, eliminata nel girone comprendente Brasile, Portogallo e Guatemala. Tuttavia, nel corso della manifestazione, Bäikenov non è mai stato impiegato.